# أذينة رمحية
أذينة رمحية (الاسم العلمي: Phlomis lanceolata) هو نوع نباتي يتبع جنس الأذينة من الفصيلة الشفوية.